# Kolozs tartomány

Románia közigazgatási térképe (1950–1952)

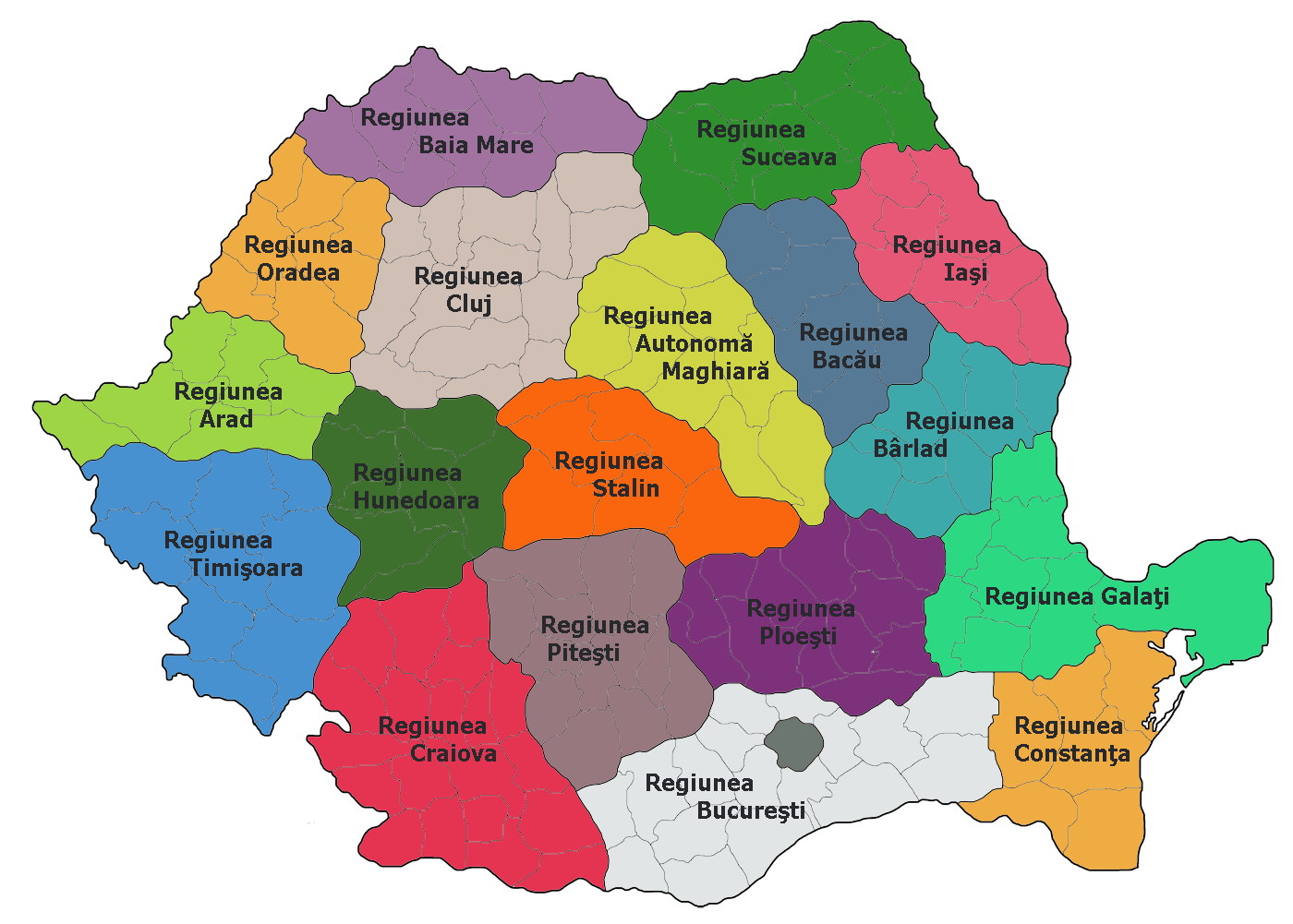
Románia közigazgatási térképe (1953)

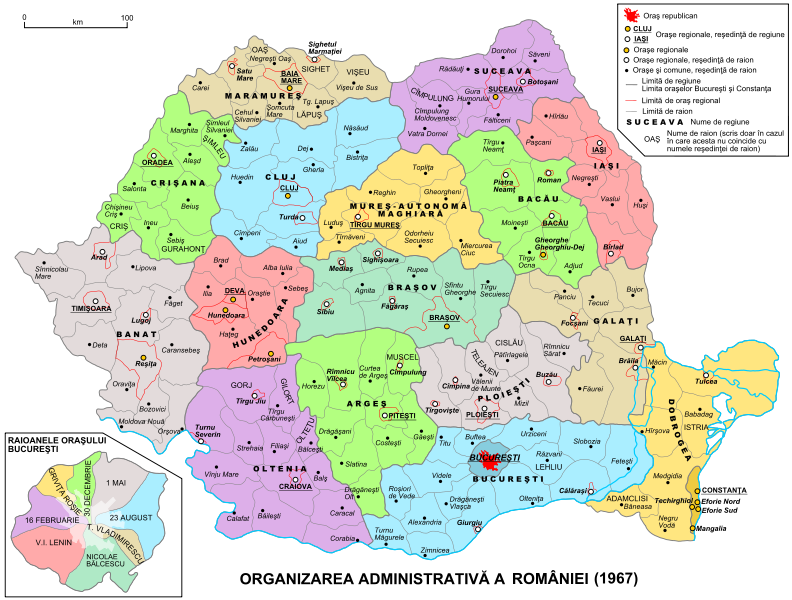
Románia közigazgatási térképe (1960-1968)

Kolozs tartomány, ritkábban Kolozsvár tartomány (románul Regiunea Cluj) a Román Népköztársaság egyik közigazgatási egysége volt az ország középső/keleti részén, amelyet 1950-ben a szeptember 6-ikán kiadött 5. törvénnyel, a korábbi megyék megyszüntetésekor hoztak létre. A tartomány 1968-ig állt fenn, amikor a tartományokat megszüntették.

## Története
A tartomány székhelye Kolozsvár volt, területe kezdetben a jelenlegi Kolozs megye és Szilágy megye területénél valamivel kisebb. Az 1952. szeptember 21-én kiadott 331. számú törvényerejű rendelettel megkapta a megszüntetett Radna tartomány déli rajonjait (Betlen és Naszód), valamint  Ludas és Sármás rajonokat az átszervezett Maros tartományból, így területe kevéssel maradt el a jelenlegi Beszterce-Naszód, Kolozs és Szilágy megyék területétől. 1960-ban a többségében románok által lakott Ludas és Sármás rajonok átkerültek a Maros-Magyar Autonóm Tartományhoz.

## Szomszédai
Kolozs tartomány a következő közigazgatási egységekkel volt határos:
- 1950–1952: keleten Radna és Maros tartomány, délen Hunyad(wd) és Arad(wd), nyugaton Bihar tartomány(wd), északon Nagybánya tartomány(wd).
- 1952–1956: keleten Suceava(wd) és Magyar Autonóm tartomány, délen Sztálin, Hunyad és Arad tartomány, nyugaton Nagyvárad tartomány, északon Nagybánya tartomány.
- 1956–1960: keleten Suceava és Magyar Autonóm tartomány, délen Sztálin és Hunyad tartomány, nyugaton Nagyvárad tartomány(wd), északon Nagybánya tartomány.
- 1960–1968: keleten Suceava és Maros-Magyar Autonóm tartomány, délen Sztálin és Hunyad tartomány, nyugaton Krisána tartomány(wd), északon Máramaros tartomány(wd).

## Közigazgatási beosztása

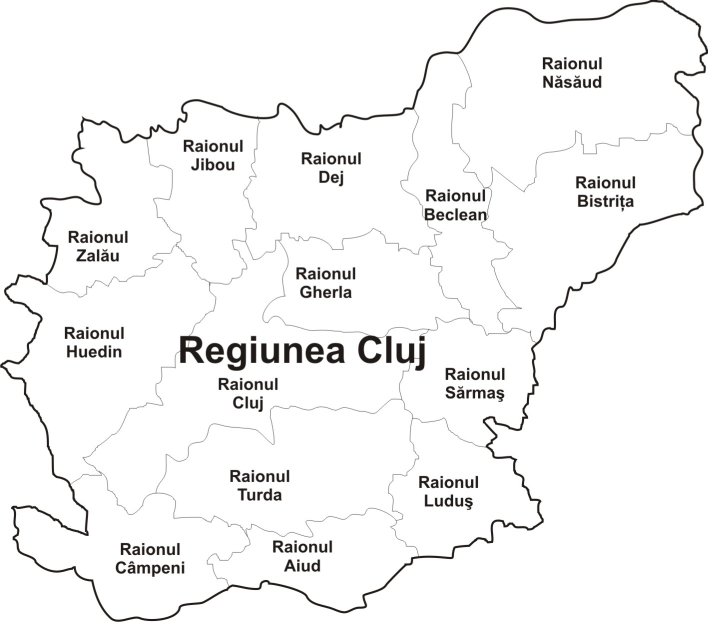
Kolozs tartomány 1956-ban

Megalakításakor a tartomány nyolc rajonból állt: Enyed, Topánfalva, Kolozsvár, Dés, Szamosújvár, Bánffyhunyad, Zsibó és Torda. 1952-ben további hat rajonnal bővült: Beszterce, Betlen és Naszód (Radna tartományból), Ludas és Sármás (a megszüntetett Maros tartományból) és Zilah (újonnan létrehozott).
1956-ban a tartomány területe 28 000 km2 volt; 14 rajonjában 11 város, 327 község és 1507 falu tartozott hozzá.
1960-ban a Magyar Autonóm Tartomány Maros-Magyar Autonóm Tartománnyá való átalakítása során Kolozs tartomány kiterjedése megváltozott: Ludas és Sármás rajonok átkerültek a Maros-Magyar Autonóm Tartományhoz, három rajont (Betlen Kolozsvár és Zsibó) pedig megszüntettek és a településeiket a szomszéd rajonokhoz sorolták át. Így a tartományban kilenc rajon maradt (Enyed, Beszterce, Topánfalva, Dés, Szamosújvár, Bánffyhunyad, Naszód, Torda és Zilah), 14 várossal, 290 községgel és 1427 faluval.
Kolozs tartomány 1968-ban, a megyék újbóli bevezetésekor szűnt meg.

## Fordítás
Ez a szócikk részben vagy egészben  a   Regiunea Cluj című román Wikipédia-szócikk ezen változatának fordításán alapul.  Az eredeti cikk szerkesztőit annak laptörténete sorolja fel. Ez a jelzés csupán a megfogalmazás eredetét és a szerzői jogokat jelzi, nem szolgál a cikkben szereplő információk forrásmegjelöléseként.

## Forrás
- Grigor P. Pop și colectivul: Județul Cluj. București: Editura Academiei Române. 2007.  = Județele României,  ISBN 978-973-27-1123-1